# Campeonato Nacional B 2011-12 (Bolivia)
La Campeonato Nacional B Simón Bolívar 2011-12 fue la 24ª edición de la Copa Simón Bolívar. Contó con la participación de 13 clubes de las 9 asociaciones departamentales. El torneo comenzó el 6 de agosto de 2011 y finalizó el 22 de abril del 2012.

## Formato
Participaron los clubes campeones de las 9 asociaciones departamentales, el campeón del Torneo Nacional Interprovincial y el último equipo en descender de la primera división de Bolivia.
la temporada 2011-12 se dividió en dos fases; la primera fase fue la de grupos y la segunda, un cuadrangular final todos contra todos.
Cada club disputaó dos encuentros por mes en el campeonato, uno de local y otro de visitante, debido a que paralelamente debe jugar los partidos de Primera "A" de su respectiva asociación para intentar clasificarse al Nacional B 2012-13. Este formato causaba dificultades económicas en los clubes, por lo que desde 2012 se jugaba cada semana.

### Fase de grupos
En esta fase se dividieron a los clubes participantes en dos series; la serie A y la serie B.
La serie A estuvo compuesta por: Los campeones de las asociaciones de Chuquisaca, La Paz, Oruro, Potosí y Tarija, el subcampeón de la asociación de Tarija y el penúltimo equipo que descendió de la LFPB, en este caso Destroyers; que descendió en la Temporada 2007 de la LFPB. Los clubes que descendieron en la Temporada 2008 (Guabirá) y Temporada 2009 (Nacional Potosí) se encuentran actualmente jugando la LFPB, lo cual habilita la participación de Destroyers en este certamen.
La serie B estuvo compuesta por: Los campeones de las asociaciones de Beni, Cochabamba, Pando y Santa Cruz, el campeón del Torneo Nacional Interprovincial y el último equipo que descendió de la LFPB, en este caso Wilstermann, que descendió en la Temporada 2010 de la LFPB.
Debido a que el club Wilstermann se consagró campeón de la AFC 2011 y al tener su puesto asegurado por convocatoria en el Nacional B 2011-12, la Escuela de Fútbol Enrique Happ como subcampeón de la AFC 2011, accedió a la plaza por Cochabamba para el Nacional B 2011-12.

### Cuadrangular final
Los 2 primeros de cada serie jugaron el cuadrangular final todos contra todos para definir a los 3 primeros equipos con opciones de ascenso directo e indirecto.
El campeón de esta liguilla ascendió directamente a la temporada 2012-13 de la Liga del Fútbol Profesional Boliviano, mientras que el 2.º y el 3.º jugaron el ascenso indirecto en partidos de promoción con el penúltimo y antepenúltimo respectivamente de la temporada 2011-12 de la Liga de Fútbol Profesional Boliviano.
Si dos equipos empataban en puntos, debieron jugar un partido en cancha neutral para definir al campeón. En caso de que 3 clubes queden empatados en la primera posición, el campeón se definirá por mejor diferencia de goles.

## Datos de los equipos
| Equipo | Equipo                                     | Entrenador           | Entrenador        | Ciudad                  | Estadio                                   | Capacidad     |
| ------ | ------------------------------------------ | -------------------- | ----------------- | ----------------------- | ----------------------------------------- | ------------- |
|        | Academia del Balompié Boliviano            | Bandera de Bolivia   | Luis Mollinedo    | La Paz                  | Hernando Siles                            | 42.000        |
|        | Club Deportivo Jorge Wilstermann           | Bandera de Bolivia   | Mauricio Soria    | Cochabamba              | Félix Capriles                            | 32.000        |
|        | Club Deportivo Universidad Cruceña         | Bandera de Bolivia   | Alexander Dorado  | Santa Cruz de la Sierra | Ramón Tahuichi Aguilera Juan Carlos Durán | 35.000 11.000 |
|        | Club Deportivo Universitario del Beni      | Bandera de Bolivia   | Sergio Ayoropa    | Trinidad                | Lorgio Zambrano Gran Mamoré               | 3.000 12.000  |
|        | Club Destroyers                            | Bandera de Bolivia   | Óscar Ramírez     | Santa Cruz de la Sierra | Ramón Tahuichi Aguilera                   | 35.000        |
|        | Club Flamengo de Sucre                     | Bandera de Bolivia   | Guido Campos      | Sucre                   | Olímpico Patria                           | 30.000        |
|        | Club García Agreda                         | Bandera de Argentina | Policarpo Castro  | Tarija                  | IV Centenario                             | 18.000        |
|        | Club Juventud Valerosa Mariscal Santa Cruz | Bandera de Bolivia   | Freddy Chávez     | El Alto                 | Los Andes Cosmos 79                       | 4.000         |
|        | Club Petrolero                             | Bandera de Argentina | Gustavo Romanello | Yacuiba                 | Provincial de Yacuiba                     | 4.000         |
|        | Club Stormers San Lorenzo                  | Bandera de Brasil    | Alberto Carvalho  | Potosí                  | Víctor Agustín Ugarte                     | 28.000        |
|        | Club Vaca Díez                             | Bandera de Bolivia   | Rene Terán        | Cobija                  | Roberto Jordán                            | 2.000         |
|        | Escuela de Fútbol Enrique Happ             | Bandera de Bolivia   | Freddy Bolívar    | Cochabamba              | Félix Capriles                            | 32.000        |
|        | Oruro Royal Club                           | Bandera de Bolivia   | William Ramallo   | Oruro                   | Jesús Bermúdez                            | 35.000        |

## Distribución geográfica de los equipos
| Departamento | Cantidad | Equipo               | Condición                                    |
| ------------ | -------- | -------------------- | -------------------------------------------- |
| Beni         | 1        | Universitario        | Campeón Torneo Adecuación 2011 AFB           |
| Chuquisaca   | 1        | Flamengo             | Campeón Torneo Adecuación 2011 ACHF          |
| Cochabamba   | 2        | Enrique Happ         | Subcampeón Torneo Adecuación 2011 AFC        |
| Cochabamba   | 2        | Wilstermann          | Relegado Temporada 2010 LFPB                 |
| La Paz       | 2        | ABB                  | Campeón Torneo Adecuación 2011 AFLP          |
| La Paz       | 2        | JV Mariscal          | Campeón Torneo Nacional Interprovincial 2011 |
| Oruro        | 1        | Oruro Royal          | Campeón Torneo Adecuación 2011 AFO           |
| Pando        | 1        | Vaca Díez            | Campeón Torneo Adecuación 2011 APF           |
| Potosí       | 1        | Stormers San Lorenzo | Campeón Torneo Adecuación 2011 AFP           |
| Santa Cruz   | 2        | Destroyers           | Relegado Temporada 2007 LFPB                 |
| Santa Cruz   | 2        | Universidad          | Campeón Torneo Adecuación 2011 ACF           |
| Tarija       | 2        | Petrolero            | Campeón Torneo Adecuación 2011 ATF           |
| Tarija       | 2        | García Agreda        | Subcampeón Torneo Adecuación 2011 ATF        |

## Cambio de Entrenadores
| Equipo        | Entrenador Saliente | Último Partido | Último Partido | Último Partido | Fecha                  | Entrenador Sucesor | Fecha Debut                       |
| ------------- | ------------------- | -------------- | -------------- | -------------- | ---------------------- | ------------------ | --------------------------------- |
| JV Mariscal   | Ramiro Condori      | Universitario  | 3 - 1          | JV Mariscal    | 1.ª                    | Freddy Chávez      | 2.ª                               |
| San Lorenzo   | Marcelo Bustillos   | San Lorenzo    | 2 - 2          | ABB            | 2.ª                    | Alberto Carvalho   | 4.ª                               |
| Oruro Royal   | Sergio Apaza        | Flamengo       | 2 - 1          | Oruro Royal    | 3.ª                    | William Ramallo    | 4.ª                               |
| Petrolero     | Oscar Garvizu       | ABB            | 2 - 0          | Petrolero      | 3.ª                    | Reynaldo Cabello   | 4.ª                               |
| García Agreda | Juan Carlos Ríos    | García Agreda  | 0 - 0          | San Lorenzo    | 5.ª                    | Policarpo Castro   | 6.ª                               |
| Petrolero     | Reynaldo Cabello    | Petrolero      | 2 - 2          | García Agreda  | 6.ª                    | Milton Maygua      | 6.ª                               |
| Petrolero     | Milton Maygua       | Petrolero      | 0 - 2          | Destroyers     | 6.ª Cuadrangular Final | Gustavo Romanello  | Desempate por el primer puesto.   |
| Wilstermann   | Claudio Chacior     | Wilstermann    | 2 - 2          | Universidad    | 6.ª Cuadrangular Final | Mauricio Soria     | Partido por el ascenso indirecto. |

## Fase de grupos

### Tabla de Posiciones Serie "A"
| Pos | Equipo               | Pts | PJ | G | E | P | GF | GC | Dif |
| --- | -------------------- | --- | -- | - | - | - | -- | -- | --- |
| 1º  | Petrolero            | 24  | 12 | 7 | 3 | 2 | 22 | 11 | 11  |
| 2º  | Destroyers           | 21  | 12 | 6 | 3 | 3 | 21 | 12 | 9   |
| 3º  | Flamengo             | 19  | 12 | 5 | 4 | 3 | 21 | 15 | 6   |
| 4º  | García Agreda        | 17  | 12 | 4 | 5 | 3 | 13 | 10 | 3   |
| 5º  | Oruro Royal          | 12  | 12 | 3 | 3 | 6 | 20 | 22 | -2  |
| 6º  | ABB                  | 11  | 12 | 3 | 2 | 7 | 14 | 25 | -11 |
| 7º  | Stormers San Lorenzo | 10  | 12 | 2 | 4 | 6 | 17 | 33 | -16 |

Pts = Puntos; PJ = Partidos Jugados; G = Partidos Ganados; E = Partidos Empatados; P = Partidos Perdidos; GF = Goles Anotados; GC = Goles Recibidos; Dif = Diferencia de gol
|  | Clasificados al Cuadrangular Final. |

### Resultados
| Local / Visita | ABB | DES | FLA | GAR | ORU | PET | SSL |
| -------------- | --- | --- | --- | --- | --- | --- | --- |
| ABB            |     | 1–2 | 0–3 | 0–1 | 1–1 | 2–0 | 4–3 |
| Destroyers     | 5–0 |     | 1–1 | 2–0 | 2–0 | 0–1 | 3–1 |
| Flamengo       | 1–0 | 2–2 |     | 1–1 | 2–1 | 2–1 | 5–0 |
| García Agreda  | 1–0 | 1–2 | 1–1 |     | 0–0 | 0–2 | 0–0 |
| Oruro Royal    | 2–3 | 1–0 | 3–2 | 0–1 |     | 3–4 | 7–1 |
| Petrolero      | 4–1 | 0–0 | 2–0 | 2–2 | 4–0 |     | 1–0 |
| San Lorenzo    | 2–2 | 4–2 | 3–1 | 0–5 | 2–2 | 1–1 |     |

| Oruro Royal | 0 - 1 | García Agreda        | Jesús Bermúdez          | 6 de agosto | 15:30 |
| Flamengo    | 2 - 1 | Petrolero            | Olímpico Patria         | 7 de agosto | 15:30 |
| Destroyers  | 3 - 1 | Stormers San Lorenzo | Ramón Tahuichi Aguilera | 8 de agosto | 20:00 |

| Stormers San Lorenzo | 2 - 2 | ABB       | Víctor Agustín Ugarte   | 13 de agosto | 15:30 |
| García Agreda        | 1 - 1 | Flamengo  | IV Centenario           | 14 de agosto | 15:30 |
| Destroyers           | 0 - 1 | Petrolero | Ramón Tahuichi Aguilera | 14 de agosto | 18:00 |

| ABB        | 2 - 0 | Petrolero     | Hernando Siles          | 20 de agosto | 15:30 |
| Destroyers | 2 - 0 | García Agreda | Ramón Tahuichi Aguilera | 20 de agosto | 15:30 |
| Flamengo   | 2 - 1 | Oruro Royal   | Olímpico Patria         | 21 de agosto | 15:30 |

| Petrolero     | 1 - 0 | Stormers San Lorenzo | Provincial de Yacuiba | 11 de septiembre | 15:30 |
| Oruro Royal   | 1 - 0 | Destroyers           | Jesús Bermúdez        | 11 de septiembre | 15:30 |
| García Agreda | 1 - 0 | ABB                  | IV Centenario         | 11 de septiembre | 15:30 |

| Destroyers    | 1 - 1 | Flamengo             | Ramón Tahuichi Aguilera | 17 de septiembre | 15:30 |
| García Agreda | 0 - 0 | Stormers San Lorenzo | IV Centenario           | 18 de septiembre | 15:30 |
| ABB           | 1 - 1 | Oruro Royal          | Hernando Siles          | 24 de septiembre | 15:30 |

| Flamengo             | 1 - 0 | ABB           | Olímpico Patria       | 1 de octubre | 15:30 |
| Petrolero            | 2 - 2 | García Agreda | Provincial de Yacuiba | 2 de octubre | 15:30 |
| Stormers San Lorenzo | 2 - 2 | Oruro Royal   | Víctor Agustín Ugarte | 2 de octubre | 15:30 |

| ABB                  | 1 - 2 | Destroyers | Hernando Siles        | 22 de octubre   | 15:30 |
| Oruro Royal          | 3 - 4 | Petrolero  | Jesús Bermúdez        | 22 de octubre   | 15:30 |
| Stormers San Lorenzo | 3 - 1 | Flamengo   | Víctor Agustín Ugarte | 13 de noviembre | 15:30 |

| Stormers San Lorenzo | 4 - 2 | Destroyers  | Víctor Agustín Ugarte | 29 de octubre | 15:30 |
| García Agreda        | 0 - 0 | Oruro Royal | IV Centenario         | 29 de octubre | 15:30 |
| Petrolero            | 2 - 0 | Flamengo    | Provincial de Yacuiba | 30 de octubre | 15:30 |

| Flamengo  | 1 - 1 | García Agreda        | Olímpico Patria       | 6 de noviembre | 15:30 |
| ABB       | 4 - 3 | Stormers San Lorenzo | Hernando Siles        | 6 de noviembre | 15:30 |
| Petrolero | 0 - 0 | Destroyers           | Provincial de Yacuiba | 6 de noviembre | 15:30 |

| Oruro Royal   | 3 - 2 | Flamengo   | Jesús Bermúdez        | 14 de enero | 16:00 |
| Petrolero     | 4 - 1 | ABB        | Provincial de Yacuiba | 15 de enero | 16:00 |
| García Agreda | 1 - 2 | Destroyers | IV Centenario         | 15 de enero | 16:00 |

| Stormers San Lorenzo | 1 - 1 | Petrolero     | Víctor Agustín Ugarte   | 21 de enero  | 16:00 |
| Destroyers           | 2 - 0 | Oruro Royal   | Ramón Tahuichi Aguilera | 21 de enero  | 16:00 |
| ABB                  | 0 - 1 | García Agreda | Hernando Siles          | 2 de febrero | 16:00 |

| Flamengo             | 2 - 2 | Destroyers    | Olímpico Patria       | 28 de enero | 16:00 |
| Stormers San Lorenzo | 0 - 5 | García Agreda | Víctor Agustín Ugarte | 28 de enero | 16:00 |
| Oruro Royal          | 2 - 3 | ABB           | Jesús Bermúdez        | 28 de enero | 16:00 |

| ABB           | 0 - 3 | Flamengo             | Hernando Siles | 4 de febrero | 16:00 |
| Oruro Royal   | 7 - 1 | Stormers San Lorenzo | Jesús Bermúdez | 4 de febrero | 16:00 |
| García Agreda | 0 - 2 | Petrolero            | IV Centenario  | 8 de febrero | 20:00 |

| Destroyers | 5 - 0 | ABB                  | Ramón Tahuichi Aguilera | 11 de febrero | 16:00 |
| Flamengo   | 5 - 0 | Stormers San Lorenzo | Olímpico Patria         | 11 de febrero | 16:00 |
| Petrolero  | 4 - 0 | Oruro Royal          | Provincial de Yacuiba   | 12 de febrero | 16:00 |

### Tabla de Posiciones Serie "B"
| Pos | Equipo        | Pts | PJ | G | E | P | GF | GC | Dif |
| --- | ------------- | --- | -- | - | - | - | -- | -- | --- |
| 1º  | Universidad   | 21  | 10 | 7 | 0 | 3 | 22 | 11 | 11  |
| 2º  | Wilstermann   | 21  | 10 | 6 | 3 | 1 | 14 | 6  | 8   |
| 3º  | Enrique Happ  | 18  | 10 | 5 | 3 | 2 | 18 | 14 | 4   |
| 4º  | JV Mariscal   | 10  | 10 | 3 | 1 | 6 | 15 | 22 | -7  |
| 5º  | Universitario | 9   | 10 | 2 | 3 | 5 | 12 | 19 | -7  |
| 6º  | Vaca Díez     | 5   | 10 | 1 | 2 | 7 | 8  | 17 | -9  |

Pts = Puntos; PJ = Partidos Jugados; G = Partidos Ganados; E = Partidos Empatados; P = Partidos Perdidos; GF = Goles Anotados; GC = Goles Recibidos; Dif = Diferencia de gol
|  | Clasificados al Cuadrangular Final. |

### Resultados
| Local / Visita | EH  | JVM | U SCZ | U BEN | VD  | WIL |
| -------------- | --- | --- | ----- | ----- | --- | --- |
| Enrique Happ   |     | 5–0 | 2–1   | 2–1   | 1–0 | 0–2 |
| JV Mariscal    | 2–2 |     | 1–0   | 5–0   | 3–1 | 1–3 |
| Universidad    | 4–1 | 3–1 |       | 2–1   | 4–0 | 2–3 |
| Universitario  | 2–2 | 3–1 | 1–2   |       | 2–1 | 0–0 |
| Vaca Díez      | 0–2 | 3–0 | 1–2   | 2–2   |     | 0–1 |
| Wilstermann    | 1–1 | 2–0 | 0–2   | 2–0   | 0–0 |     |

| Universidad   | 2 - 3 | Wilstermann | Ramón Tahuichi Aguilera | 13 de agosto | 15:30 |
| Enrique Happ  | 1 - 0 | Vaca Díez   | Félix Capriles          | 13 de agosto | 15:30 |
| Universitario | 3 - 1 | JV Mariscal | Yoyo Zambrano           | 14 de agosto | 16:00 |

| JV Mariscal | 3 - 1 | Vaca Díez     | Cosmos 79         | 27 de agosto    | 15:30 |
| Universidad | 2 - 1 | Universitario | Juan Carlos Durán | 27 de agosto    | 15:30 |
| Wilstermann | 1 - 1 | Enrique Happ  | Félix Capriles    | 3 de septiembre | 15:30 |

| Universitario | 0 - 0 | Wilstermann | Gran Mamoré    | 16 de septiembre | 20:00 |
| Enrique Happ  | 5 - 1 | JV Mariscal | Félix Capriles | 17 de septiembre | 15:30 |
| Vaca Díez     | 1 - 2 | Universidad | Roberto Jordán | 18 de septiembre | 15:30 |

| Wilstermann   | 2 - 0 | JV Mariscal  | Félix Capriles          | 1 de octubre    | 15:30 |
| Universidad   | 4 - 1 | Enrique Happ | Ramón Tahuichi Aguilera | 1 de octubre    | 15:30 |
| Universitario | 2 - 1 | Vaca Díez    | Yoyo Zambrano           | 10 de noviembre | 20:00 |

| Enrique Happ | 2 - 1 | Universitario | Félix Capriles | 22 de octubre | 15:30 |
| Vaca Díez    | 0 - 1 | Wilstermann   | Roberto Jordán | 22 de octubre | 15:50 |
| JV Mariscal  | 1 - 0 | Universidad   | Cosmos 79      | 23 de octubre | 15:30 |

| JV Mariscal | 5 - 0 | Universitario | Cosmos 79      | 29 de octubre | 14:00 |
| Vaca Díez   | 0 - 2 | Enrique Happ  | Roberto Jordán | 29 de octubre | 15:30 |
| Wilstermann | 0 - 2 | Universidad   | Félix Capriles | 30 de octubre | 15:30 |

| Enrique Happ  | 0 - 2 | Wilstermann | Félix Capriles | 19 de noviembre | 16:00 |
| Universitario | 1 - 2 | Universidad | Gran Mamoré    | 14 de enero     | 16:00 |
| Vaca Díez     | 3 - 0 | JV Mariscal | Roberto Jordán | 15 de enero     | 16:00 |

| Universidad | 4 - 0 | Vaca Díez     | Ramón Tahuichi Aguilera | 13 de noviembre | 16:00 |
| JV Mariscal | 2 - 2 | Enrique Happ  | Cosmos 79               | 22 de enero     | 14:00 |
| Wilstermann | 2 - 0 | Universitario | Félix Capriles          | 22 de enero     | 16:00 |

| JV Mariscal  | 1 - 3 | Wilstermann   | Cosmos 79      | 29 de enero | 14:00 |
| Enrique Happ | 2 - 1 | Universidad   | Félix Capriles | 29 de enero | 16:00 |
| Vaca Díez    | 2 - 2 | Universitario | Roberto Jordán | 29 de enero | 16:00 |

| Universidad   | 3 - 1 | JV Mariscal  | Ramón Tahuichi Aguilera | 4 de febrero | 16:00 |
| Universitario | 2 - 2 | Enrique Happ | Yoyo Zambrano           | 4 de febrero | 16:00 |
| Wilstermann   | 0 - 0 | Vaca Díez    | Félix Capriles          | 5 de febrero | 16:00 |

## Cuadrangular Final
| Pos | Equipo      | Pts | PJ | G | E | P | GF | GC | Dif |
| --- | ----------- | --- | -- | - | - | - | -- | -- | --- |
| 1º  | Destroyers  | 9   | 6  | 2 | 3 | 1 | 5  | 4  | 1   |
| 2º  | Petrolero   | 9   | 6  | 3 | 0 | 3 | 9  | 9  | 0   |
| 3º  | Wilstermann | 8   | 6  | 2 | 2 | 2 | 10 | 10 | 0   |
| 4º  | Universidad | 6   | 6  | 1 | 3 | 2 | 8  | 9  | -1  |

|  | Jugaron un partido desempate por el campeonato.    |
|  | Jugará el ascenso indirecto a la Primera División. |

### Evolución de los equipos
| Equipo / Fecha | 01 | 02 | 03 | 04 | 05 | 06 |
| -------------- | -- | -- | -- | -- | -- | -- |
| Destroyers     | 2º | 3º | 3º | 4º | 3º | 1º |
| Petrolero      | 1º | 1º | 1º | 1º | 1º | 2º |
| Universidad    | 3º | 4º | 2º | 3º | 4º | 4º |
| Wilstermann    | 4º | 2º | 4º | 2º | 2º | 3º |

### Resultados
| Local / Visita | DES | PET | UNI | WIL |
| -------------- | --- | --- | --- | --- |
| Destroyers     |     | 2–1 | 0–0 | 1–1 |
| Petrolero      | 0–2 |     | 2–0 | 2–1 |
| Universidad    | 0–0 | 2–3 |     | 4–2 |
| Wilstermann    | 2–0 | 2–1 | 2–2 |     |

Fecha 1
| Domingo, 26 de febrero de 2012, 16:00 | Petrolero                                | 2:1 (2:0) | Wilstermann         | Provincial de Yacuiba, Yacuiba                         |                                                        |
|                                       | Rodrigo Bottaro 18' · Rolando Campos 44' | Reporte   | Jesús Collantes 90' | Asistencia: 5.000 espectadores Árbitro(s): José Jordán | Asistencia: 5.000 espectadores Árbitro(s): José Jordán |

| Domingo, 26 de febrero de 2012, 18:00 | Universidad | 0:0     | Destroyers | Ramón Tahuichi Aguilera, Santa Cruz de la Sierra             |                                                              |
|                                       |             | Reporte |            | Asistencia: 2.000 espectadores Árbitro(s): Juan Nelio García | Asistencia: 2.000 espectadores Árbitro(s): Juan Nelio García |

Fecha 2
| Domingo, 4 de marzo de 2012, 16:00 | Wilstermann                            | 2:0 (1:0) | Destroyers | Félix Capriles, Cochabamba                             |                                                        |
|                                    | Carlos Vargas 9' · Jesús Collantes 50' | Reporte   |            | Asistencia: 9.877 espectadores Árbitro(s): Gery Vargas | Asistencia: 9.877 espectadores Árbitro(s): Gery Vargas |

| Domingo, 4 de marzo de 2012, 16:00 | Petrolero                                | 2:0 (0:0) | Universidad | Provincial de Yacuiba, Yacuiba                         |                                                        |
|                                    | Rolando Campos 70' · Rodrigo Bottaro 75' | Reporte   |             | Asistencia: 5.000 espectadores Árbitro(s): Luis Irusta | Asistencia: 5.000 espectadores Árbitro(s): Luis Irusta |

Fecha 3
| Sábado, 10 de marzo de 2012, 15:30 | Universidad                                                                | 4:2 (2:0) | Wilstermann                                     | Ramón Tahuichi Aguilera, Santa Cruz de la Sierra              |                                                               |
|                                    | Isaías Viruez 4' · Isaías Viruez 24' · Leison Lemus 58' · Leison Lemus 69' | Reporte   | Jesús Collantes 78' (pen.) · Nicoll Taboada 93' | Asistencia: 4.000 espectadores Árbitro(s): Alejandro Mancilla | Asistencia: 4.000 espectadores Árbitro(s): Alejandro Mancilla |

| Lunes, 12 de marzo de 2012, 20:00 | Destroyers                            | 2:1 (1:1) | Petrolero        | Ramón Tahuichi Aguilera, Santa Cruz de la Sierra          |                                                           |
|                                   | David Andersen 27' · Antonio Vaca 86' | Reporte   | Omar Morales 38' | Asistencia: 5.000 espectadores Árbitro(s): Peter Guerrero | Asistencia: 5.000 espectadores Árbitro(s): Peter Guerrero |

Fecha 4
| Sábado, 17 de marzo de 2012, 20:00 | Wilstermann                             | 2:1 (1:0) | Petrolero        | Félix Capriles, Cochabamba                          |                                                     |
|                                    | Jesús Collantes 11' · Carlos Vargas 97' | Reporte   | Omar Morales 61' | Entradas vendidas: 14.646 Árbitro(s): Evert Cuellar | Entradas vendidas: 14.646 Árbitro(s): Evert Cuellar |

| Domingo, 18 de marzo de 2012, 18:00 | Destroyers | 0:0     | Universidad | Ramón Tahuichi Aguilera, Santa Cruz de la Sierra             |                                                              |
|                                     |            | Reporte |             | Asistencia: 8.000 espectadores Árbitro(s): Joaquín Antequera | Asistencia: 8.000 espectadores Árbitro(s): Joaquín Antequera |

Fecha 5
| Sábado, 24 de marzo de 2012, 16:00 | Destroyers         | 1:1 (0:0) | Wilstermann       | Ramón Tahuichi Aguilera, Santa Cruz de la Sierra       |                                                        |
|                                    | Grover Cuéllar 88' | Reporte   | Richard Rojas 55' | Asistencia: 8.000 espectadores Árbitro(s): José Jordán | Asistencia: 8.000 espectadores Árbitro(s): José Jordán |

| Lunes, 26 de marzo de 2012, 20:00 | Universidad                            | 2:3 (0:1) | Petrolero                                                    | Ramón Tahuichi Aguilera, Santa Cruz de la Sierra       |                                                        |
|                                   | Wilfredo Escobar 87' · Gery García 92' | Reporte   | Camilo Ríos 45+2' · Rolando Campos 58' · Rodrigo Bottaro 91' | Asistencia: 4.000 espectadores Árbitro(s): Gery Vargas | Asistencia: 4.000 espectadores Árbitro(s): Gery Vargas |

Fecha 6
| Domingo, 8 de abril de 2012, 16:00 | Wilstermann                               | 2:2 (1:1) | Universidad                              | Félix Capriles, Cochabamba                        |                                                   |
|                                    | Ítalo de Souza 37' · Marcelo Carballo 88' | Reporte   | Isaías Viruez 39' · Wilfredo Escobar 82' | Entradas vendidas: 17.691 Árbitro(s): Gery Vargas | Entradas vendidas: 17.691 Árbitro(s): Gery Vargas |

| Domingo, 8 de abril de 2012, 16:00 | Petrolero | 0:2 (0:0) | Destroyers                              | Provincial de Yacuiba, Yacuiba                                |                                                               |
|                                    |           | Reporte   | David Andersen 52' · Grover Cuéllar 61' | Asistencia: 7.000 espectadores Árbitro(s): Alejandro Mancilla | Asistencia: 7.000 espectadores Árbitro(s): Alejandro Mancilla |

## Definición del Campeonato
Para definir al campeón del Nacional B, se realizó un partido extra en cancha neutral para lo cual Destroyers propuso jugar en Trinidad y Petrolero jugar en Cochabamba, como no hubo consenso, se realizó un sorteo que determinó a la ciudad de Cochabamba, en el estadio Félix Capriles como la sede del desempate.
El ganador de este partido y campeón de esta edición del Nacional B fue Petrolero que ascendió directamente a la Liga del Fútbol Profesional Boliviano y jugará desde la Temporada 2012-13, mientras que Destroyers jugará el ascenso indirecto con el penúltimo del punto promedio de la Temporada 2011-12.
| 22 de abril de 2012, 15:30 (UTC-4) | Destroyers        | 1:3 (1:2) | Petrolero                                                    | Félix Capriles, Cochabamba                                    |                                                               |
|                                    | Elder Cuéllar 32' | Reporte   | 8' Omar Morales · 45' Édgar Olivares · 68' Martín Palavicini | Asistencia: 5.732 espectadores Árbitro(s): Alejandro Mansilla | Asistencia: 5.732 espectadores Árbitro(s): Alejandro Mansilla |

| Campeón Petrolero 1º Título |

## Partidos por el Ascenso Indirecto
Los equipos de Destroyers y Wilstermann se enfrentaron en partidos de ida y vuelta contra La Paz FC y Guabirá respectivamente. Las fechas fueron programadas para el 20 y 26 de mayo, previo al sorteo de localidades, al empatar en puntos en los partidos de ida y vuelta se realizaron partidos definitorios el día 30 de mayo en cancha neutral, de haber persistido empate se determinaba por ejecución de tiros desde el punto penal. Los ganadores obtuvieron un lugar en la temporada 2012-13.

### Destroyers - La Paz FC
| 20 de mayo de 2012, 15:30 (UTC-4) | La Paz FC                                                                  | 6:1 (2:1) | Destroyers        | Hernando Siles, La Paz |  |
|                                   | Fabián Cuéllar 30' · John Obregón 45+2' 65' 75' · Alejandro Molina 53' 71' |           | 1' Gróver Cuéllar |                        |  |

| 26 de mayo de 2012, 16:00 (UTC-4) | Destroyers                               | 3:1 (1:0) | La Paz FC            | Ramón Tahuichi Aguilera, Santa Cruz de la Sierra |  |
|                                   | Elder Cuéllar 8' 48' · Efraín Molina 88' | Reporte   | 82' Alejandro Molina |                                                  |  |

| 30 de mayo de 2012, 18:00 (UTC-4) | Destroyers | 0:1 (0:1) | La Paz FC            | Estadio Felix Capriles, Cochabamba                         |                                                            |
|                                   |            | Reporte   | 41' Alejandro Molina | Asistencia: 1.500 espectadores Árbitro(s): Óscar Maldonado | Asistencia: 1.500 espectadores Árbitro(s): Óscar Maldonado |

### Wilstermann - Guabirá
| 20 de mayo de 2012, 16:00 (UTC-4) | Guabirá                               | 2:0 (1:0) | Wilstermann | Gilberto Parada, Montero |  |
|                                   | Alexis Bravo 31' · Adrián Cuéllar 59' |           |             |                          |  |

| 25 de mayo de 2012, 20:30 (UTC-4) | Wilstermann                          | 2:0 (1:0) | Guabirá | Félix Capriles, Cochabamba                                     |                                                                |
|                                   | Carlos Vargas 45' · Ronald Arana 48' | Reporte   |         | Asistencia: 28.000 espectadores Árbitro(s): Alejandro Mancilla | Asistencia: 28.000 espectadores Árbitro(s): Alejandro Mancilla |

| 30 de mayo de 2012, 20:30 (UTC-4) | Wilstermann           | 1:0 (0:0) | Guabirá | Olímpico Patria, Sucre                                 |                                                        |
|                                   | Juan Carlos Ojeda 68' | Reporte   |         | Asistencia: 8.000 espectadores Árbitro(s): José Jordán | Asistencia: 8.000 espectadores Árbitro(s): José Jordán |

## Clasificación Final
|                                            |                                             |                                           |                                        |
| Destroyers (Permanece en Segunda División) | La Paz FC (Se Mantiene en Primera División) | Wilstermann (Asciende a Primera División) | Guabirá (Desciende a Segunda División) |

## Goleadores
| Jugador              | Jugador               | Equipo       | Goles |
| -------------------- | --------------------- | ------------ | ----- |
| Bandera de Bolivia   | Gróber Cuéllar        | Destroyers   | 9     |
| Bandera de Uruguay   | Rodrigo Bottaro       | Petrolero    | 8     |
| Bandera de Brasil    | Alexander Da Paixao   | Universidad  | 7     |
| Bandera de Uruguay   | Juan Daniel Salaberry | Flamengo     | 7     |
| Bandera de Paraguay  | Dardo Ríos            | Enrique Happ | 6     |
| Bandera de Bolivia   | Isaías Viruez         | Universidad  | 6     |
| Bandera de Bolivia   | Israel Montaño        | ABB          | 6     |
| Bandera de Argentina | Ezequiel Rodríguez    | Flamengo     | 6     |
| Bandera de Argentina | Martín Palavicini     | Petrolero    | 6     |
| Bandera de Brasil    | Uellington Martins    | Oruro Royal  | 6     |
| 4 Jugadores          | 4 Jugadores           | 4 Jugadores  | 5     |
| 6 Jugadores          | 6 Jugadores           | 6 Jugadores  | 4     |
| 14 Jugadores         | 14 Jugadores          | 14 Jugadores | 3     |
| 19 Jugadores         | 19 Jugadores          | 19 Jugadores | 2     |
| 58 Jugadores         | 58 Jugadores          | 58 Jugadores | 1     |
| TOTAL                | TOTAL                 | TOTAL        | 249   |